# Dreizehn (Film)
Dreizehn (englischer Originaltitel: Thirteen) ist ein Film von Catherine Hardwicke und Nikki Reed aus dem Jahr 2003. Er basiert teilweise auf den Erfahrungen von Reed als Dreizehnjährige und ihrem damaligen Umfeld. Der Film verursachte eine Kontroverse, da er Themen wie Alkohol- und Drogenkonsum sowie sexuelle Handlungen in Verbindung mit Minderjährigen zeigt.

## Handlung
Die 13-jährige Schülerin Tracy ist eine Musterschülerin und brave Tochter. Sie lebt mit ihrer alleinerziehenden Mutter Mel, die einen drogenabhängigen Freund hat, und ihrem Bruder Mason in einem kleinen White-Trash-Bezirk von L.A. In diesem Jahr kommt sie auf die Middle School und am ersten Tag sind Tracy und ihre Freundin Noel ziemlich eingeschüchtert. An dieser Schule trifft sie auf die beliebte Clique um Evie Zamora, zu der sich viele Jungs, darunter auch Mason, hingezogen fühlen.
Tracy ist so beeindruckt von der Lässigkeit der Clique, dass sie unbedingt dazugehören will. Als sie von Evie deren Handynummer bekommt, ist sie stolz und freut sich auf einen Shoppingtag auf der Melrose. Sie erkennt bald, dass Evie ihr eine falsche Nummer gegeben hat, fährt jedoch trotzdem zur Melrose und trifft dort Evie mit ihrer Freundin Astrid. Als Tracy angibt, dass sie sich dort nichts leisten könne, wird sie von Evie und ihrer Freundin Astrid belächelt. Diese demonstrieren Tracy das Entwenden einzelner Gegenstände. Tracy ist im ersten Moment erschrocken und verlässt das Geschäft. Durch einen Zufall bietet sich ihr die Gelegenheit, eine Brieftasche zu stehlen. Diese nutzt sie und beeindruckt Evie. Sofort ziehen die drei Mädchen los, um mit dem gestohlenen Geld gemeinsam einkaufen zu gehen.
Von da an beginnt Tracys Verwandlung. Sie gehört nun zur Clique, trinkt Alkohol, raucht, lässt sich piercen, schluckt LSD und ritzt sich aufgrund des schlechten Verhältnisses zu ihrem Vater und anderen Problemen. Ihre Mutter beginnt an ihr zu verzweifeln. Tracy ist nun nicht mehr die brave Tochter, sie wird aggressiv, trägt aufreizend knappe Kleidung und vergnügt sich mit Jungs. Mit Evie begeht sie Diebstähle und ihre Schulnoten werden immer schlechter. Evies Vormund, ihre Cousine Brooke, hat selbst Probleme; deshalb lässt die fürsorgliche Mel die scheinbar arme und notbedürftige Waise Evie bei ihnen wohnen. Doch nach einiger Zeit eskaliert die Situation. Mel selbst weiß nicht mehr weiter und bricht zusammen. Sie bittet Tracys Vater um Hilfe, der den Ernst der Lage allerdings nicht erkennt. Mel verlangt, dass Evie wieder bei Brooke wohnt, da diese nun wieder in der Stadt sei. Auch Tracy befürwortet, dass Evie von nun an wieder Zuhause wohnen soll. Tracy selbst bemerkt auch mehr und mehr, dass sie abdriftet, da sie die siebte Klasse wiederholen soll. Sie untermauert dies in einer Szene mit den Worten: „Ich weiß nicht einmal mehr, wie ‚Fotograf‘ geschrieben wird.“ Evie wendet sich daraufhin von Tracy ab und lässt sie links liegen. Als Tracy nach Hause kommt, trifft sie auf Brooke, Mel und Evie im Wohnzimmer. Evie hat alles gebeichtet und die Verstecke des gemeinsam gestohlenen Diebesgutes verraten, aber verschwiegen, dass sie selbst die Anstifterin war. Brooke beschuldigt nun Tracy. Sie kündigt an, mit Evie aus der Stadt zu ziehen, weil Tracy ein schlechter Umgang für Evie sei. Tracy bricht verzweifelt zusammen, als sie erkennt, wie verlogen sich ihre scheinbare Freundin Evie verhält. Mel jedoch hält zu ihrer Tochter. Sie schließt zum Schluss die weinende Tracy in ihre Arme.
Die Schlussszene zeigt Tracy, nun wieder relativ normal gekleidet, laut schreiend auf einem Karussell.

## Kritiken
„Ein krampfhaft um vermeintliche Authentizität bemühtes Jugenddrama über Pubertät, Orientierungslosigkeit und Selbstfindung. Die Probleme von Jugendlichen werden grob überzeichnet, die Machtlosigkeit der Erziehungsberechtigten wird zu wenig hinterfragt.“

## Auszeichnungen
Holly Hunter war 2003 für den Oscar in der Kategorie Beste Nebendarstellerin nominiert. Hunter und Evan Rachel Wood waren im selben Jahr für den Golden Globe Award als Beste Nebendarstellerin und Beste Darstellerin in einem Drama nominiert.
Catherine Hardwicke gewann auf dem Sundance Film Festival 2002 den Regiepreis.